# Servillano Aquino
Artykuł ten został zgłoszony do umieszczenia na stronie głównej w rubryce „Czy wiesz”.
Pomóż nam go sprawdzić: oceń zgłoszoną nominację.
Servillano Aquino (ur. 20 kwietnia 1874, zm. 3 lutego 1959) – filipiński wojskowy i polityk.

## Życiorys
Urodził się 20 kwietnia 1874 w Angeles w Pampandze. Podstawy edukacji odebrał od prywatnych nauczycieli w miejscowości Mexico w rodzinnej prowincji. Przeniósł się do stołecznej Manili, gdzie kształcił się początkowo w Colegio de San Juan de Letran. Podjął następnie studia prawnicze na manilskim Uniwersytecie Świętego Tomasza, których to ostatecznie nie ukończył. Podobnie jak wielu innych przedstawicieli ówczesnej elity filipińskiej był wolnomularzem. Zaangażował się w działalność niepodległościową, wstąpił do Katipunanu, tajnej oraz wzorowanej na masonerii organizacji za cel stawiającej sobie wyzwolenie Filipin spod hiszpańskiego panowania. Został wybrany na burmistrza Murcii w prowincji Tarlac. Organizował oddziały powstańcze walczące pod dowództwem Francisco Makabulosa. Awansowany do stopnia majora armii rewolucyjnej, bez powodzenia starł się z wojskami hiszpańskimi w bitwie pod górą Sinukuan. Ukrywał się następnie w San Fernando w Pampandze, został jednak schwytany oraz skazany na śmierć. Uwolniony oraz na mocy porozumienia z Hiszpanami z Biak-na-Bato wyemigrował do Hongkongu, towarzysząc generałowi Emilio Aguinaldo. Powrócił do kraju po wybuchu wojny ze Stanami Zjednoczonymi. Wybrano go w skład Kongresu z Malolos. Dołączył do oddziałów walczących pod rozkazami generała Antoniego Luny, brał udział w jego ostatecznie udaremnionym ataku na Manilę. Wycofał się w kierunku góry Sinukuan. Ostatecznie poddał się wojskom amerykańskim we wrześniu 1900. Szlak bojowy zakończył w stopniu generała armii filipińskiej. Został wysłany do stołecznego więzienia Bilibid, na wolność wyszedł dwa lata później. Zmarł w Concepcion w prowincji Tarlac, 3 lutego 1959.

## Życie prywatne
Servillano trzykrotnie zawierał związek małżeński. Jego pierwszą żoną była Guadalupe Quiambo, poległa z bronią w ręku podczas rewolucji z 1896. Następnie związał się ze swoją owdowiałą szwagierką, Petronilą. Ostatnią małżonką Aquino była Belen Sanchez. 
Ze wszystkich związków doczekał się łącznie pięciorga dzieci. Jego potomkowie oraz krewni brali czynny udział w filipińskim życiu społecznym. Stał się tym samym protoplastą jednej z najbardziej wpływowych dynastii politycznych w historii Filipin.